# Eschbourg
Eschbourg je občina v departmaju Bas-Rhin francoske regije Alzacija.
Leta 1990 je v občini živelo 522 oseb oz. 37 oseb/km².